# Funivia del Faito
La funivia del Faito è una funivia, gestita dall'Ente Autonomo Volturno, che collega Castellammare di Stabia con il monte Faito.

## Storia
La funivia del Faito venne aperta al pubblico il 24 agosto 1952 con lo scopo prevalentemente turistico di collegare il monte Faito con la linea costiera: la stazione a valle venne ubicata a Castellammare di Stabia, nei pressi della stazione ferroviaria della Circumvesuviana, sulla ferrovia Torre Annunziata-Sorrento, creando già all'epoca un interscambio tra treno e funivia.
Nel 1960, nella giornata di Ferragosto, si ha un incidente: al primo pilone la cabina proveniente da Faito, forse per l'alta velocità, si sganciò dai fili di trazione e si schiantò sui binari della ferrovia sottostante, provocando la morte di quattro persone. Dopo tale incidente si resero necessari dei lavori di manutenzione che portarono anche alla sostituzione delle due cabine che assumeranno la colorazione celeste, rispetto a quella avorio e rossa delle precedenti.
Nel 1988 iniziarono dei lavori di ammodernamento finanziati sia dalla Regione Campania che dal Ministero dei trasporti per un totale di circa 3,5 miliardi di lire. L'impianto fu riaperto nel 1990: la principale caratteristica fu il nuovo cambio delle due vetture, questa volta in livrea grigia con righe rosse e il simbolo della Circumvesuviana sia sulla fiancata anteriore che quella posteriore. Nel 2012 l'impianto venne chiuso a causa della mancanza di fondi per l'adeguamento strutturale. Dal 2013 l'impianto passò dalla gestione della Circumvesuviana a quella dell'Ente Autonomo Volturno. Alla fine del 2015 vennero avviati i lavori di manutenzione: una riapertura, grazie anche a una deroga ottenuta dal ministero, fu annunciata per il 25 aprile 2016, spostata poi al 4 maggio dello stesso anno. I lavori di ristrutturazione, senza mai interrompere l'attività dell'impianto, proseguirono nel 2017 per terminare nella prima decade del 2018.
Con l'apertura della stagione 2019 venne cambiata la livrea delle cabine, che diventarono una verde e una azzurra, e fu applicato un nuovo logo, ossia una sorta di triangolo che simboleggia alla base il mare, un lato la montagna e un lato la funivia.
Nel pomeriggio del 17 aprile 2025, sette giorni dopo la riapertura dell'impianto a seguito della chiusura per la stagione invernale, durante la quale furono effettuati interventi di manutenzione ordinaria e straordinaria, si ebbe un secondo incidente: la vettura che saliva verso il Faito, a pochi metri dalla stazione a monte, probabilmente a causa della rottura del cavo di trazione e il non funzionamento dei freni di emergenza, scarrucolò verso valle e, presumibilmente, urtando contro un pilone, cadde nel bosco sottostante, provocando la morte di quattro persone più il ferimento di una quinta; il corretto funzionamento dei freni invece blocca la vettura che scendeva a valle, consentendo il salvataggio delle nove persone a bordo.

## Caratteristiche
L'impianto ha una stazione a valle, sita nella stazione di Castellammare di Stabia, dove si trovano anche tutti gli organi necessari per il funzionamento, chiamata anche stazione motrice, e una stazione a monte, all'altezza di circa 1.100 metri, definita stazione di rinvio: la potenza dei due motori è di circa 180 kW.
Durante il percorso si incrociano tre cavalletti per il cambio di pendenza: il tragitto di circa 3 chilometri viene coperto in 8 minuti, grazie ad una velocità di 7,5 metri al secondo.
Le cabine sono due e partono in contemporanea dalle due stazioni: hanno una capacità di trasporto di 35 persone che garantisce una portata di 500 utenti l'ora. Naturalmente l'intero impianto è soggetto a manutenzione stagionale e vengono mantenuti importanti standard di sicurezza grazie alla presenza di impianti telefonici tra le cabine e le stazioni, di anemometri per la rilevazione del vento ed un impianto televisivo a circuito chiuso.